# Mezinárodní federace fotbalových historiků a statistiků
Mezinárodní federace fotbalových historiků a statistiků, anglicky International Federation of Football History & Statistics (IFFHS) je organizace, která si dala za cíl mapovat dějiny světového fotbalu, sjednotit sporné statistické a historické údaje a popularizovat fotbal různými statistickými výstupy - prezentováním žebříčků, rekordů apod.
Přestože organizace vznikla s vyjádřením sympatií ze strany mezinárodní fotbalové federace FIFA, je na ní nezávislá a její údaje jsou tedy považovány za neoficiální. Organizaci založil v Lipsku roku 1984 Němec Alfredo Pöge. Dlouho měla sídlo v Abú Dhabí (Spojené arabské emiráty), v letech 2010–2014 sídlila v německém Bonnu, než bylo sídlo přesunuto do Curychu. FIFA organizaci dodnes podporuje, bývá však i kritizována a například německá tisková agentura DPA odmítá její statistiky zveřejňovat. K nejznámějším výstupům patří tzv. žebříček klubů, který federace sestavuje od roku 1991 a každý měsíc pořadí obnovuje. Na základě tohoto žebříčku je pak na konci roku vyhlášen Klub roku. Velmi uznávaným je rovněž žebříček národních lig, srovnávající kvalitu ligových soutěží po celém světě. Stejně populární jsou ankety Trenér roku a Brankář roku. Na konci 20. století federace vyhlásila nejlepšího fotbalistu 20. století.